# Lijst van wielrenners - H
Dit is een lijst van wielrenners met als beginletter van hun achternaam een H.

## Ha
- Piet Haan
- Jo de Haan
- Cees Haast
- Grégory Habeaux
- Jean Habets
- Beate Habetz
- Saïd Haddou
- Juan José Haedo
- Lucas Haedo
- Jos Haex
- Bella Hage
- Keetie Hage
- Edvald Boasson Hagen
- Erich Hagen
- Per Strand Hagenes
- Paul Haghedooren
- Mayuko Hagiwara
- Aurélie Halbwachs
- Patrice Halgand
- Marco Haller
- Anders Halland Johannessen
- Tobias Halland Johannessen
- Jack Haig
- Bo Hamburger
- Alfred Hamerlinck
- Chris Hamilton
- Tyler Hamilton
- Kathrin Hammes
- Roger Hammond
- Andy Hampsten
- Jacques Hanegraaf
- Henri Hanlet
- Abdelbasset Hannachi
- Kaat Hannes
- Nicole Hanselmann
- Adam Hansen
- Henry Hansen
- Marcus Sander Hansen
- Lauretta Hanson
- Louis Hardiquest
- Ingrid Haringa
- Ger Harings
- Huub Harings
- Jan Harings
- Peter Harings
- Rob Harmeling
- Chris Harper
- Chad Hartley
- Elena Hartmann
- Nicolas Hartmann
- Arie den Hartog
- Mikayla Harvey
- Maryan Hary
- René Haselbacher
- Roger Hassenforder
- Arie Hassink
- Arne Hassink
- Dennis Haueisen
- Sigrid Ytterhus Haugset
- Andrej Hauptman
- Heinrich Haussler
- Ervin Haxhi
- Mathew Hayman
- Ron Hayman
- Ethan Hayter

## He
- Ben Healy
- Martin Hebík
- Barbara Heeb
- Max van Heeswijk (Mad Max)
- Steve Hegg
- Beth Heiden
- Eric Heiden
- Mathieu Heijboer
- Inge van der Heijden
- Levi Heimans
- Vita Heine
- Jukka Heinikainen
- Stefan Heiny
- Dirk Heirweg
- Janus Hellemons
- Matti Helminen
- Hannes Hempel
- Anna Henderson
- Greg Henderson
- Christian Henn
- Stéphane Hennebert
- André Henry
- Lotta Henttala
- Jens Heppner
- Roberto Heras (De kleine van Béjar)
- Théo Herckenrath
- Roman Hermann
- Ben Hermans
- Mathieu Hermans
- Gustaaf Hermans
- Quinten Hermans
- Fernand Hermie
- Jesús Hernández
- Aitor Hernández
- Luis Herrera
- David Herrero
- Fedor den Hertog (Iwan de Verschrikkelijke)
- Nidi den Hertog
- Hervé Garel
- Cédric Hervé
- Pascal Hervé
- Paul Herygers
- Ryder Hesjedal
- Marc Hester
- Stéphane Heulot
- Piet van Heusden
- Hector Heusghem
- Louis Heusghem
- Yves Hézard

## Hi
- Torsten Hiekmann
- Bert Hiemstra
- Shaun Higgerson
- Yvonne Hijgenaar
- Bernard Hinault ('de Das')
- Sébastien Hinault
- George Hincapie
- Jai Hindley
- Jos Hinsen
- Jan Hirt
- Jonathan Hivert

## Ho
- Stephen Hodge
- Aad van den Hoek
- Lotte van Hoek
- Ilona Hoeksma
- Piet Hoekstra
- Volodymyr Hoestov
- Jawhen Hoetarovitsj
- Henri Hoevenaers
- Jos Hoevenaars
- Tristan Hoffman
- Chantal Hoffmann
- Erik Hoffmann
- Frank Høj
- Elizabeth Holden
- Mari Holden
- Eddy Hollands
- Reto Hollenstein
- Birgit Hollmann
- Brian Holm
- Jonas Holmqvist
- Ådne Holter
- Mark Homan
- Danilo Hondo
- Reinier Honig
- Oleksandr Hontsjenkov
- Serhij Hontsjar
- Henk de Hoog
- Roos Hoogeboom
- Johnny Hoogerland
- Nathan Van Hooydonck
- Kees Hopmans
- Chris Horner
- Joan Horrach
- Pedro Horrillo
- Piet van der Horst jr.
- Piet van der Horst sr.
- Frank Hoste
- Leif Hoste
- Léon Houa
- Hubert Houben
- Antoine Houbrechts
- Hugo Houle
- Jan van Hout
- Arie van Houwelingen
- Adri van Houwelingen
- Jan van Houwelingen
- Marcel Houyoux
- Kurt Hovelynck
- Georgie Howe
- Alex Howes
- Ramón Hoyos

## Hr
- Dmytro Hrabovsky
- Jan Hruška
- Andrij Hryvko

## Hu
- Huang Ting-ying
- Charles Bradley Huff
- Jan Hugens
- Cameron Hughes
- Clara Hughes
- Yann Huguet
- Jenning Huizenga
- Kevin Hulsmans
- Ashley Humbert
- Kenny van Hummel
- Kai Hundertmarck
- Robert Hunter
- Thierry Hupond
- Thor Hushovd
- Hubert Hutsebaut
- Omer Huyse
- Jos Huysmans
- Bartosz Huzarski

## Hv
- Martin Hvastija

A · B · C · D · E · F · G · H · I · J · K · L · M · N · O · P · Q · R · S · T · U · V · W · X · Y · Z